# Hindrich Ottó
Hindrich Ottó (románul: Otto Hindrich; Kolozsvár, 2002. augusztus 5. –) román labdarúgó, a Kolozsvári CFR 1907 kapusa.

## Pályafutása

### Klubcsapatokban
A Kolozsvári CFR-nél nevelkedett. 2020 nyarán, 17 évesen játszott először a román Liga I-ben. A 2020-21-es szezonban a Temesvári Politechnicánál szerepelt kölcsönben, ahol 18 mérkőzésen védte a kaput.
2022 nyarán Magyarországra a Kisvárdához igazolt kölcsönben.

### Válogatottban
Többszörös román utánpótlás-válogatott.

## Sikerei, díjai
CFR Cluj
- Román labdarúgó-bajnokság:  Arany (2): 2019-20, 2021-22